# Mohave Valley (CDP)
Mohave Valley ist ein Census-designated place (CDP) im Mohave County im US-Bundesstaat Arizona. Das U.S. Census Bureau hat bei der Volkszählung 2020 eine Einwohnerzahl von 2.693 auf einer Fläche von 117,3 km² ermittelt. Die Bevölkerungsdichte liegt somit bei 23 Einwohnern pro km².
Das CDP liegt direkt am Colorado River. Im Süden des Gebiets liegen die Seen Topock Marsh Lake, Beal Lake und Topock Bay. Mohave Valley liegt ganz im Fort Mohave Indianer-Reservation. Am Nordende des CSP liegt die Geisterstadt Fort Mohave.
Durch Mohave Valley verläuft die Arizona State Route 95.